# Львов, Сергей Дмитриевич
Сергей Дмитриевич Львов (20 сентября (2 октября) 1879, Казань, Казанская губерния, Российская империя — 6 января 1959, Ленинград, СССР) — русский и советский ботаник, биохимик растений и физиолог, ученик В. И. Палладина и член-корреспондент АН СССР.

## Биография
Сергей Львов родился 20 сентября (2 октября) 1879 года в Казани. Вскоре после рождения переехал в Санкт-Петербург.
В 1898 году поступил в Санкт-Петербургский императорский университет, но вскоре был отчислен за участие в революционном движении, арестован и в 1900 году выслан в Вятскую губернию. Спустя несколько лет возвратился из ссылки и вновь поступил в университет и окончил его в 1911 году.
С 1911 по 1915 год работал в Лесном институте в Петрограде. В 1915 году Сергей Дмитриевич возвратился в университет, где работал до самой смерти, сначала как обычный научный сотрудник, а с 1931 по 1959 год как профессор и заведующий кафедрой физиологии растений. С 1920 по 1936 год вёл научную работу в Ботаническом институте АН СССР.
Скончался 6 января 1959 года. Похоронен в Ленинграде на Шуваловском кладбище.

## Научные работы
Основные научные работы посвящены изучению обмена веществ у растений.

## Избранные научные труды
- 1950 — Основное направление в истории развития учения о дыхании растений.
- 1959 — Физиология растений.